# بوفوتنین
بوفوتنین ( 5-HO-DMT ، بوفوتنین ) یک مشتق تریپتامین است که به طور خاص به عنوان آنالوگی از DMT شناخته می‌شود. این همچون DMT شبیه به انتقال دهنده عصبی سروتونین در بدن است. بوفوتنین یک آلکالوئید است که در برخی از گونه‌های قارچ‌ ، گیاه و وزغ‌ پیدا می‌شود. این ماده در پوست وزغ‌ها به وفور یافت می‌شود.
نام بوفوتنین از نام سرده‌ای از وزغ‌ها به نام بوفوها گرفته شده است که شامل چندین گونه از وزغ‌های روان‌گردان، به ویژه وزغ رودخانه کلرادو است. این وزغ‌ها بوفوتوکسین‌ها را از غدد پاروتوئید خود ترشح می‌کنند. بوفوتنین از نظر ساختار شیمیایی شبیه به روان‌گردان‌های psilocin (4-HO-DMT) ، 5-MeO-DMT و DMT است. این مواد نیز در برخی از قارچ‌ها، گونه‌های گیاهی و جانوری مشابه بوفوتنین وجود دارند.